# Anne-Sophie Mutter
Anne-Sophie Mutter (født 29. juni 1963)  er en tysk violinist, der begyndte sin internationale karriere, da hun i 1977 var solist ved Salzburg Pinsekoncerter, en koncert som blev dirigeret af Herbert von Karajan.
I 1979 blev hun udnævnt til årets kunstner og modtog "Deutscher Schallplattenpreis" – en pris hun fik igen i 1991.
Siden sit internationale gennembrud har Anne-Sophie Mutter været en efterspurgt kammermusiker og solist, som sammen med verdens førende orkestre og dirigenter har givet koncerter over alt i Europa, USA og Asien.
Anne-Sophie Mutter modtog Léonie Sonnings Musikpris på 400.000 kr. ved en koncert torsdag den 22. februar 2001 i Tivolis Koncertsal, København.
I august 2002 giftede hun sig, som 39 årig, med den 73 årige dirigent, pianist og komponist m.m. Andre Previn. De blev skilt igen i september 2006.
Måneden efter offentliggjorde Mutter, at hun trækker sig tilbage som scenekunstner på sin 45 års fødselsdag i 2008.
En af Anne-Sophie Mutters yndlingskunstnere er den danske maler Asger Jorn. Hun har flere ting af Jorn som hun holder meget af.
På pressemøder kan hun få selv drevne journalister i knæ ved at bede om begavede musikspørgsmål – og forlade rummet, hvis nogen tillader sig at stille alt for ugebladsagtige spørgsmål.
Flere af tidens store komponister har skrevet musik til hende, og på cd har hun indspillet alle de store klassiske violinkoncerter samt ny violinmusik af bl.a. Lutoslawski, Penderecki, Lionel Bart, Norbert Moret og Wolfgang Rihm. For Pendereckis 2. violinkoncert har hun modtaget to grammy'er.